# Naturschutzgebiet Antlenbachtal
Das Naturschutzgebiet  Antlenbachtal ist ein rund 9 ha großes Naturschutzgebiet (NSG) in der Gemeinde Kierspe im Märkischen Kreis in Nordrhein-Westfalen. Das NSG wurde 2003 vom Kreistag des Märkischen Kreises mit dem Landschaftsplan Nr. 7 Kierspe ausgewiesen.

## Gebietsbeschreibung
Das Fachinformationssystem des Landesamtes für Natur, Umwelt und Verbraucherschutz in NRW beschreibt das Gebiet wie folgt:

„Nordwestlich von Kierspe nördlich der Siedlung Antlenberg erstreckt sich ein bewaldetes Mittelgebirgstal, das nach Süden in ein offenes Wiesental mit mageren und feucht-nassen Grünlandflächen übergeht und in dem überwiegend naturnah der Antlenbach fließt. Der Bach mit seinen Unterwassermoosen hat nationale Bedeutung. Die Magergrünländer sowie Feuchtgrünländer mit quelligen und sumpfigen Bereichen sind selten und durch die zunehmende Eutrophierung der Landschaft stark gefährdet. Die bachbegleitenden Schwarzerlenmischwälder mit teils quelligen und sumpfigen Bereichen werden durch Trockenlegung der Landschaft immer seltener. Das NSG Antlenbachtal stellt im Rahmen der landes- und kreisweiten Biotopvernetzung von feuchten und nassen grünland- und waldgeprägten Mittelgebirgsbachtälern ein wichtiges Element im südlichen Nordrhein-Westfalen dar. Als Hauptentwicklungsziele des Gebietes sind der Erhalt und die Entwicklung der nassen und feuchten Grünlandflächen und der bachbegleitenden Erlenmischwälder in ihren unterschiedlichen Ausprägungen sowie des überwiegend naturnahen Mittelgebirgsbaches mit seiner einzigartigen Unterwasservegetation zu sehen.“

## Schutzziele
Schutzziel ist die Optimierung eines naturnahen, regional wertvollen Bachtales mit standorttypischen Nasswäldern (Bach-Erlen-Eschen-Wald, Erlensumpfwald) sowie eines Hainsimsen-Buchenwaldes und Feuchtgrünlandgesellschaften als Lebensraum artenreicher Pflanzen- und Tiergemeinschaften mit gefährdeten Arten.

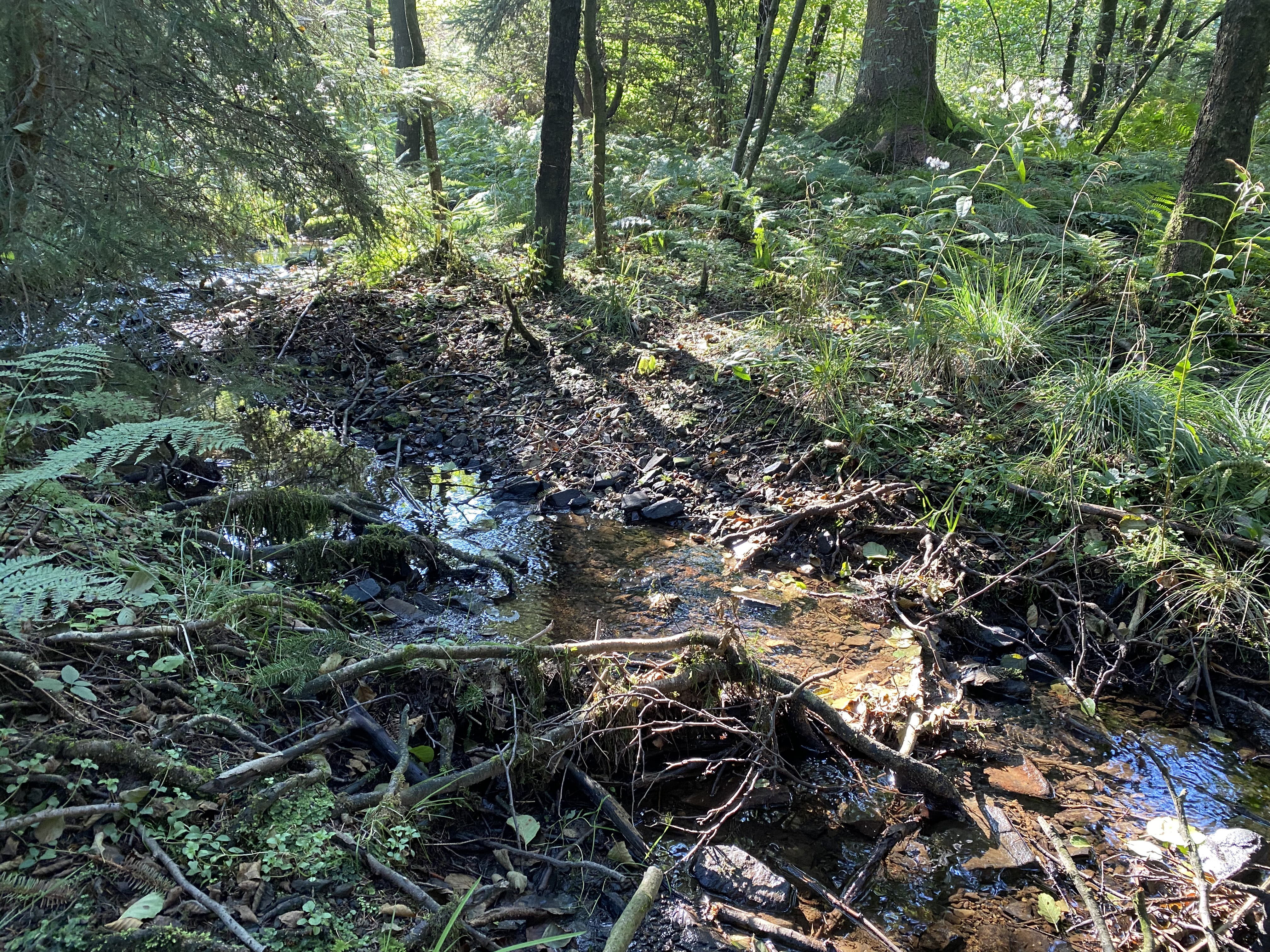
Antlenbach am östlichen Beginn des NSG
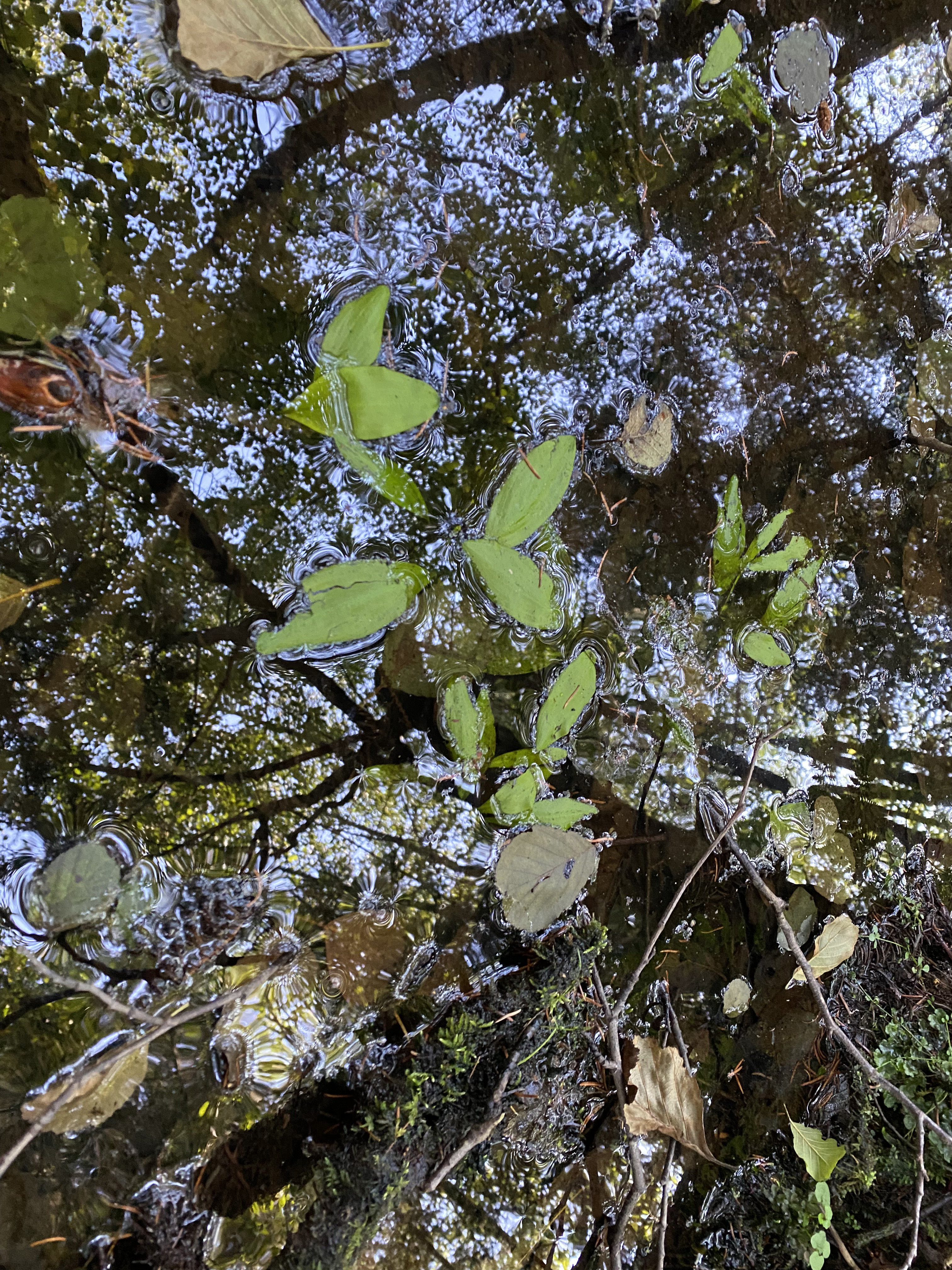
Laichkraut wächst in kleinen Tümpeln
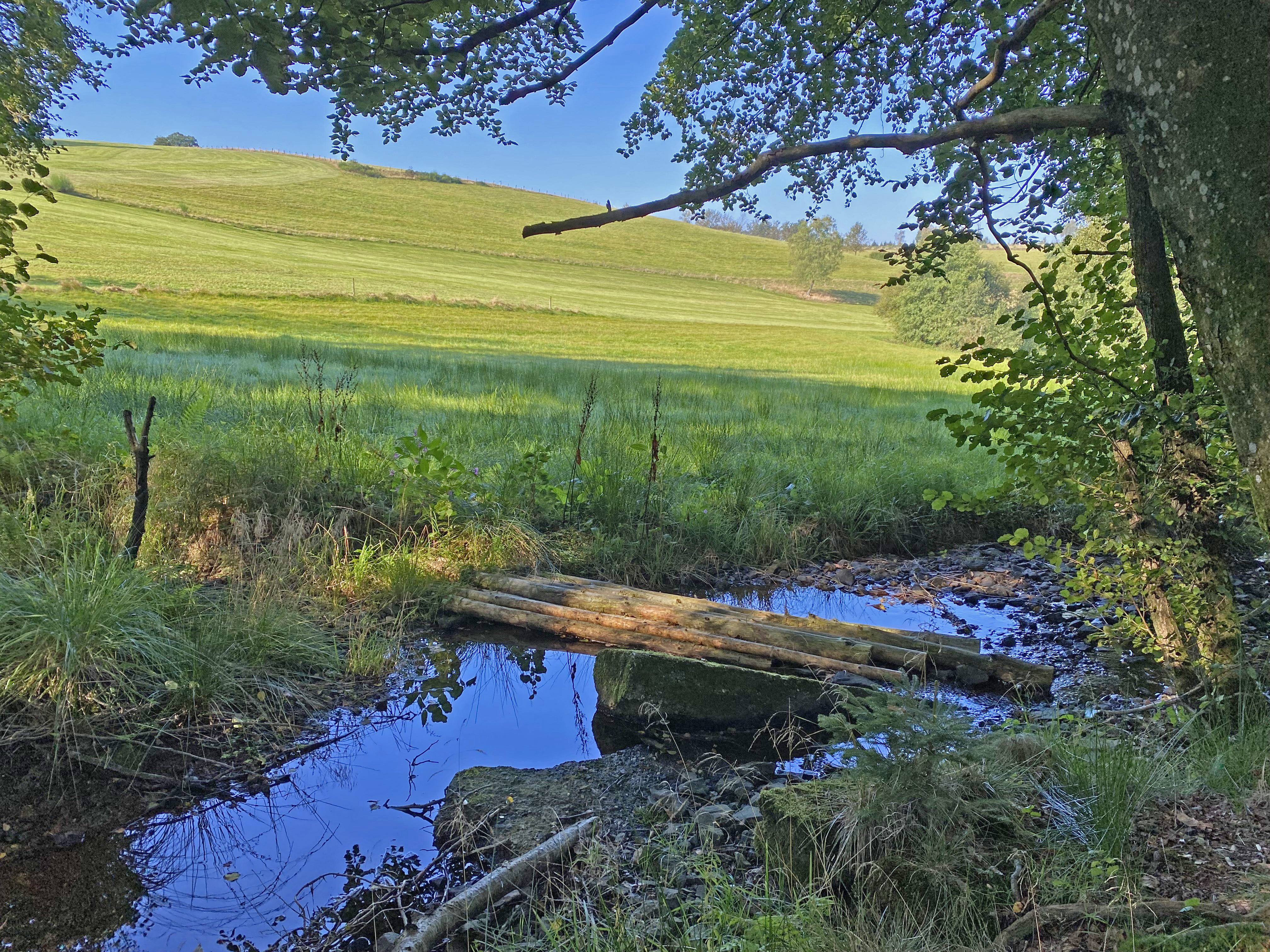
Der Antlenbach tritt aus dem Auwald in ein offenes Wiesental
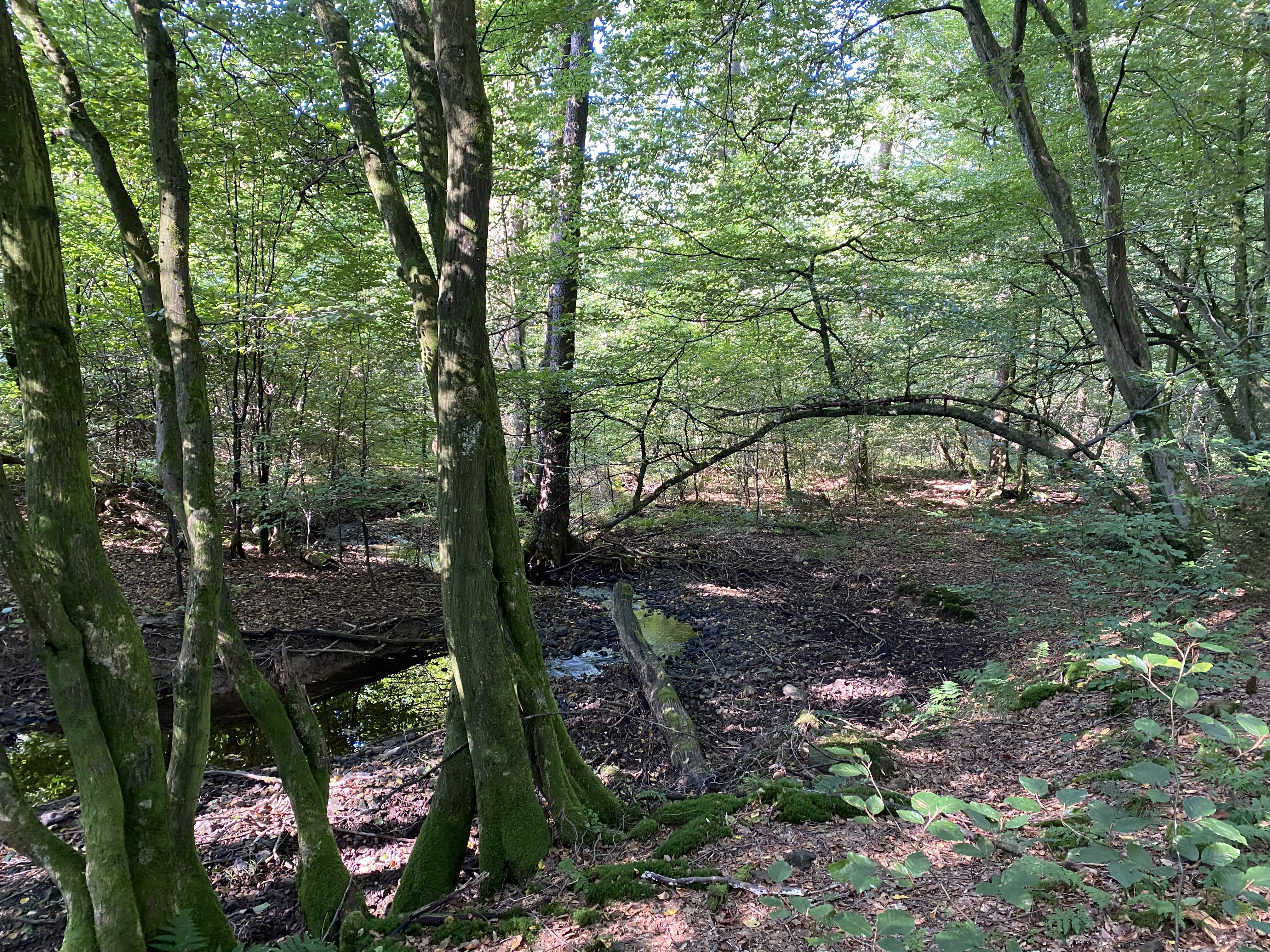
Auwald am Antlenbach
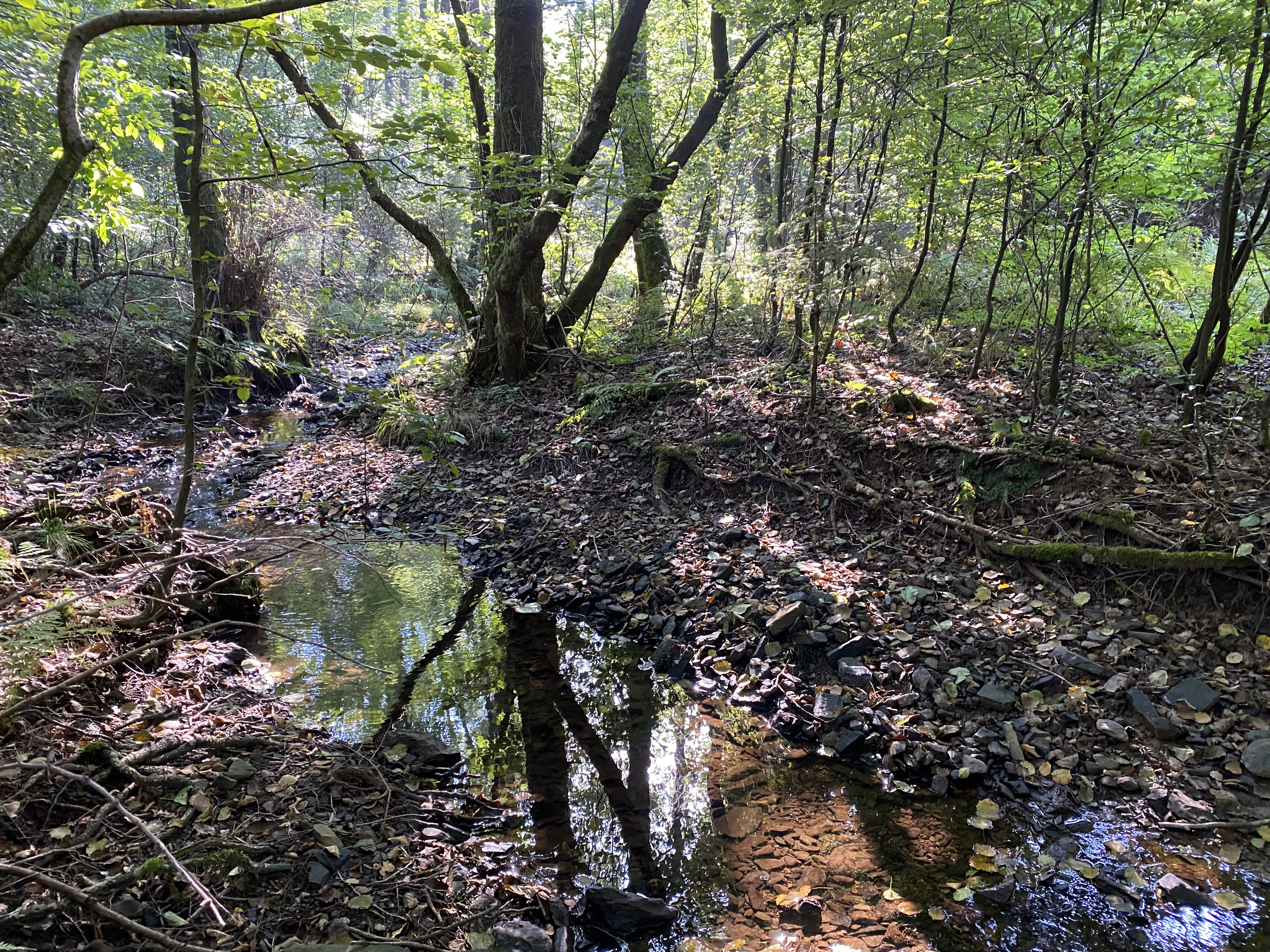
Naturnaher Antlenbach
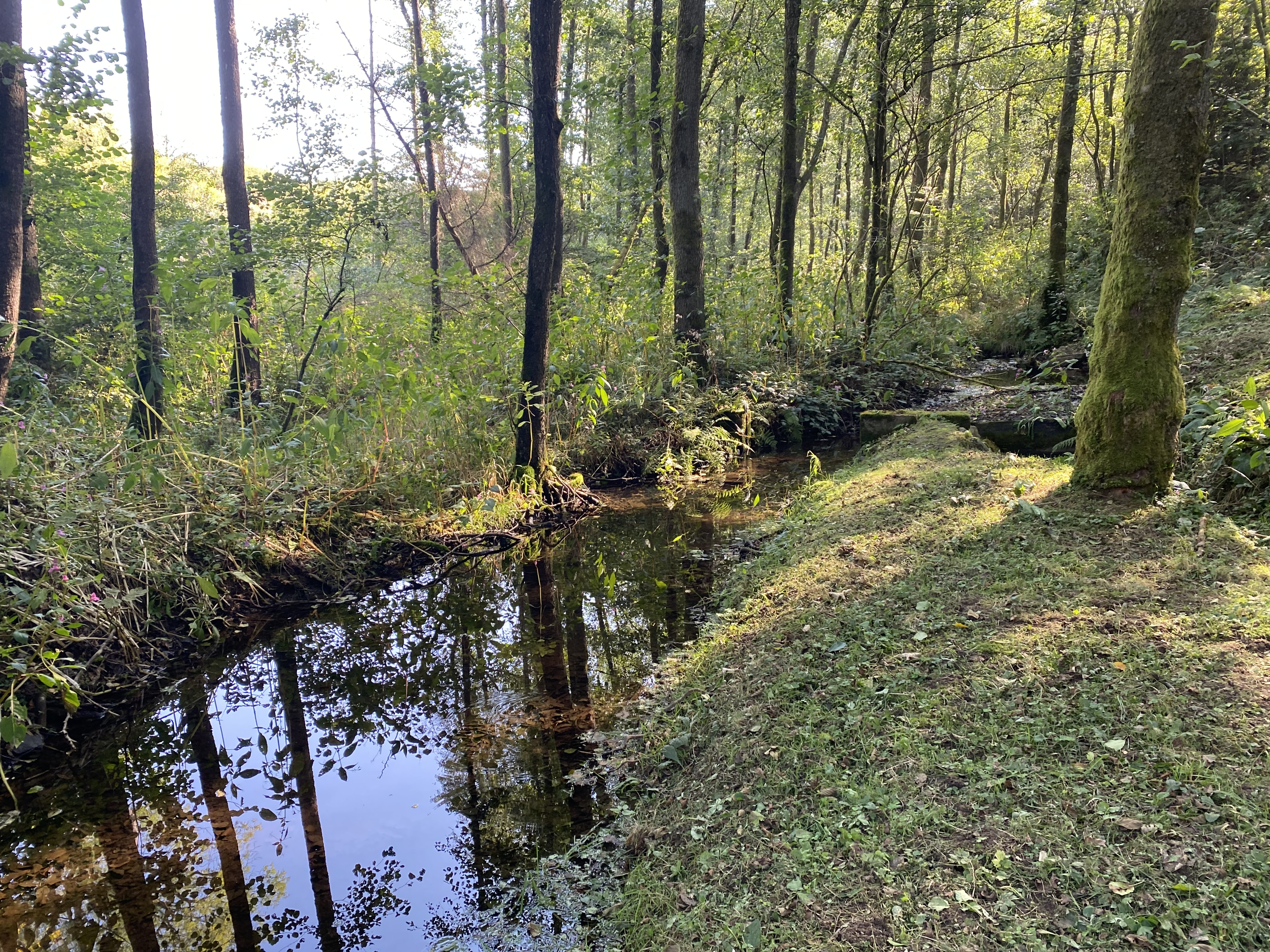
Der Antlenbach vor dem Stauteich bei Rhinschen-Schmidthausen
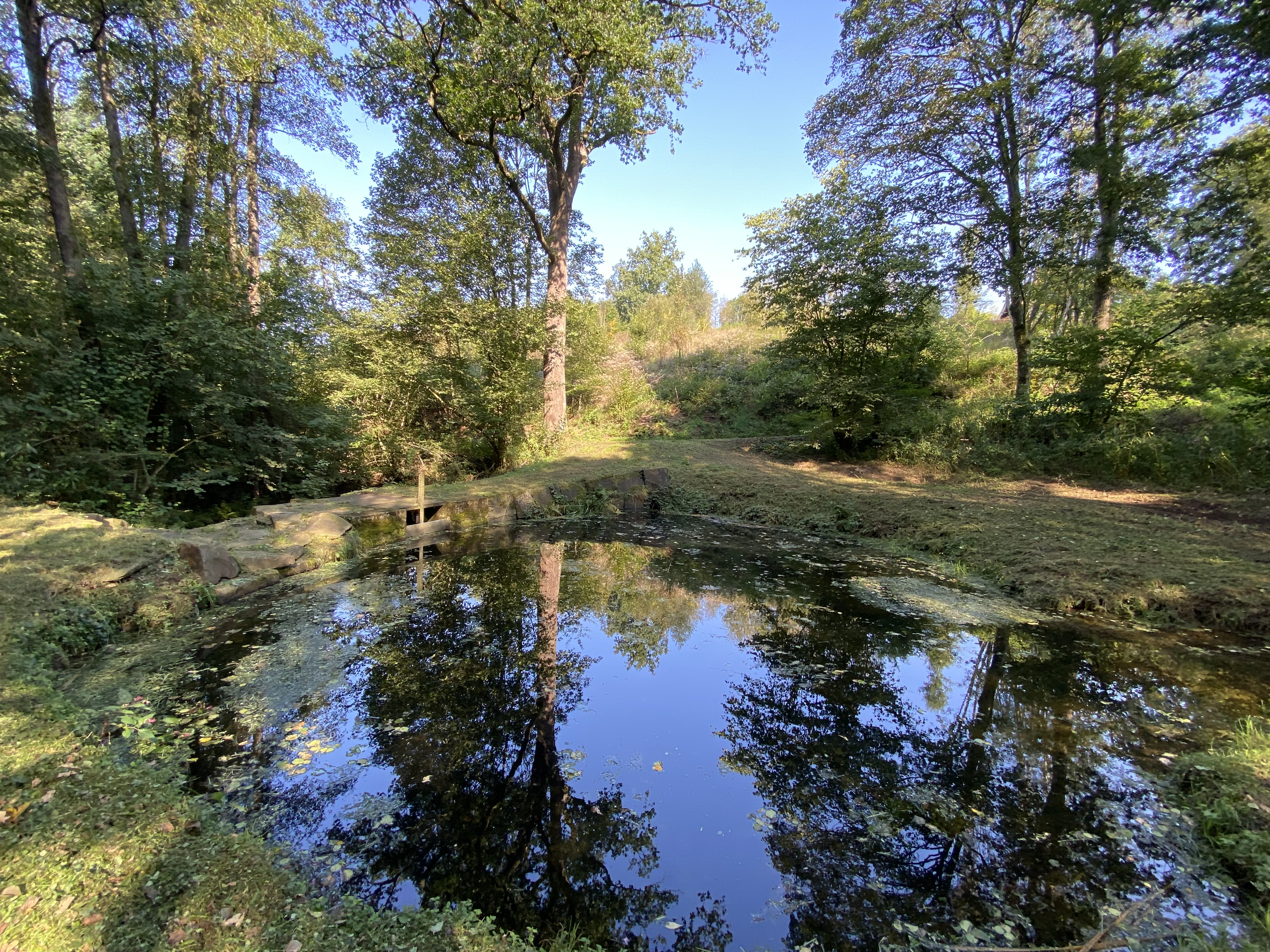
Stauteich bei Rhinschen-Schmidthausen